# RPK
La RPK (en ruso: Ручной пулемёт Калашникова, romanizado: Ruchnoy Pulemet Kalashnikova, "Ametralladora de mano Kalashnikov") es una ametralladora ligera soviética que utiliza el cartucho 7,62 x 39; diseñada y desarrollada por Mijaíl Kaláshnikov a finales de la década de 1950, paralelamente al fusil de asalto AKM. Fue creada como parte de un programa destinado a estandarizar el arsenal de armas ligeras del Ejército Rojo, reemplazando a la ametralladora ligera RPD del mismo calibre. Hoy la RPK continúa siendo empleada por las Fuerzas Armadas de los países que formaban la antigua Unión Soviética, así como de algunos países africanos y asiáticos. La RPK también es fabricada bajo licencia en Bulgaria y Rumania.

## Detalles de diseño

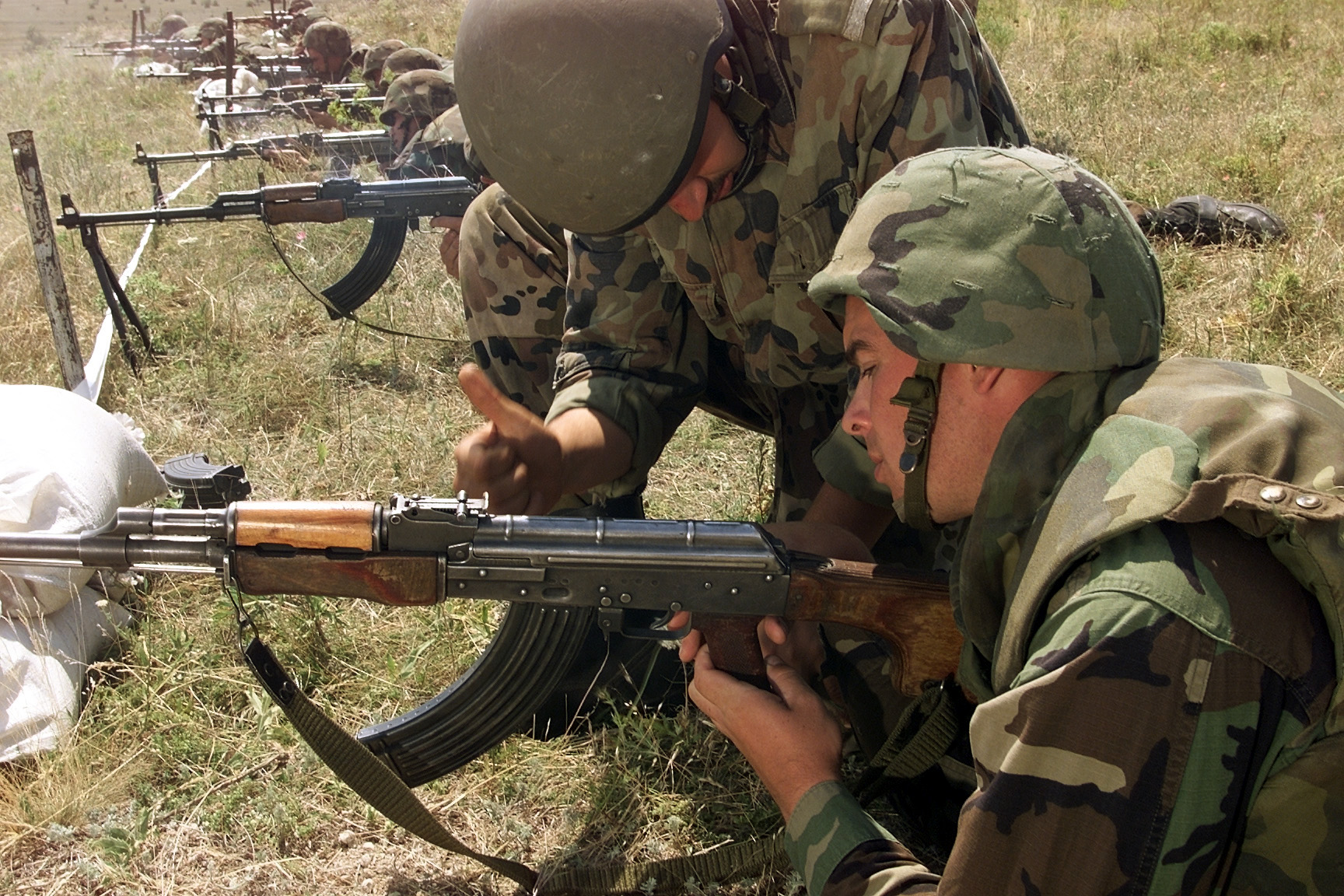
Un sargento rumano enseña a un Marine a disparar con la RPK.

El funcionamiento de la RPK es idéntico al del fusil AKM, emplea el mismo cartucho y tiene un diseño similar, siendo las únicas diferencias entre ambas armas el aumento del alcance efectivo, mayor capacidad de fuego continuo y un cajón de mecanismos reforzado para la RPK. El cajón de mecanismos de la RPK está hecho con chapa de acero estampada con un espesor de 1,5 mm (0,05 pulgadas), en comparación con la chapa de acero de 1 mm empleada en el AKM. La capacidad de intercambiar piezas entre la RPK y el AKM es bastante grande. La ametralladora ligera RPK, en comparación con el fusil AKM, tiene un cañón más pesado y largo, con mayor resistencia al fuego sostenido. El cañón va fijado al cajón de mecanismos y no puede reemplazarse en combate; el ánima del cañón es cromada. Este viene equipado con un nuevo soporte para el punto de mira, tubo de gases, sin resalte para bayoneta y con la baqueta de limpieza situada debajo de este. También tiene un bípode plegable montado cerca de la boca del cañón, cuyo movimiento alrededor de este es limitado por un resalte del soporte del punto de mira. La boca del cañón tiene un roscado, que permite la instalación de un adaptador para disparar cartuchos de fogueo. El cañón va fijado al cajón de mecanismos sobre un soporte modificado, reforzado mediante estrías, que es ligeramente más ancho que el empleado en el AKM. Abultamientos simétricos en ambos lados de la recámara aseguran un adecuado encaje dentro del cajón de mecanismos. La cubierta del cajón de mecanismos es estampada a partir de una plancha de acero más gruesa y lisa que la empleada en la fabricación de la cubierta del AK-47. La RPK emplea un mecanismo recuperador diferente al del AKM, que consiste en una varilla-guía posterior del AK-47 y una nueva varilla-guía delantera plana con su respectivo muelle recuperador. El alza está graduada para blancos situados a distancias entre 100 y 1000 metros, con aumentos de 100 metros y un entalle ajustable. La RPK presenta un guardamano de madera más grueso, una culata fija de madera con la misma forma que la de la RPD, mejorada para disparar echado, y el pistolete del AKM. Esta ametralladora es alimentada mediante cargadores curvos con capacidad de 40 cartuchos o tambores con capacidad de 75 cartuchos, pudiendo emplear también los cargadores de los fusiles AK-47 y AKM. Los accesorios suministrados con la RPK son: cargadores de repuesto, una baqueta de limpieza, equipo de limpieza (almacenado en un compartimiento dentro de la culata), correa portafusil, aceitera y portacargadores (con un solo bolsillo para un tambor o con cuatro bolsillos para cargadores curvos).

## Variantes

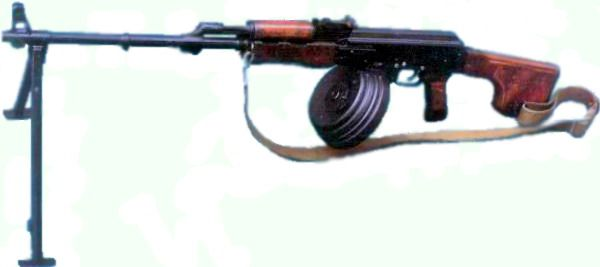
Una RPK con tambor de 75 cartuchos.

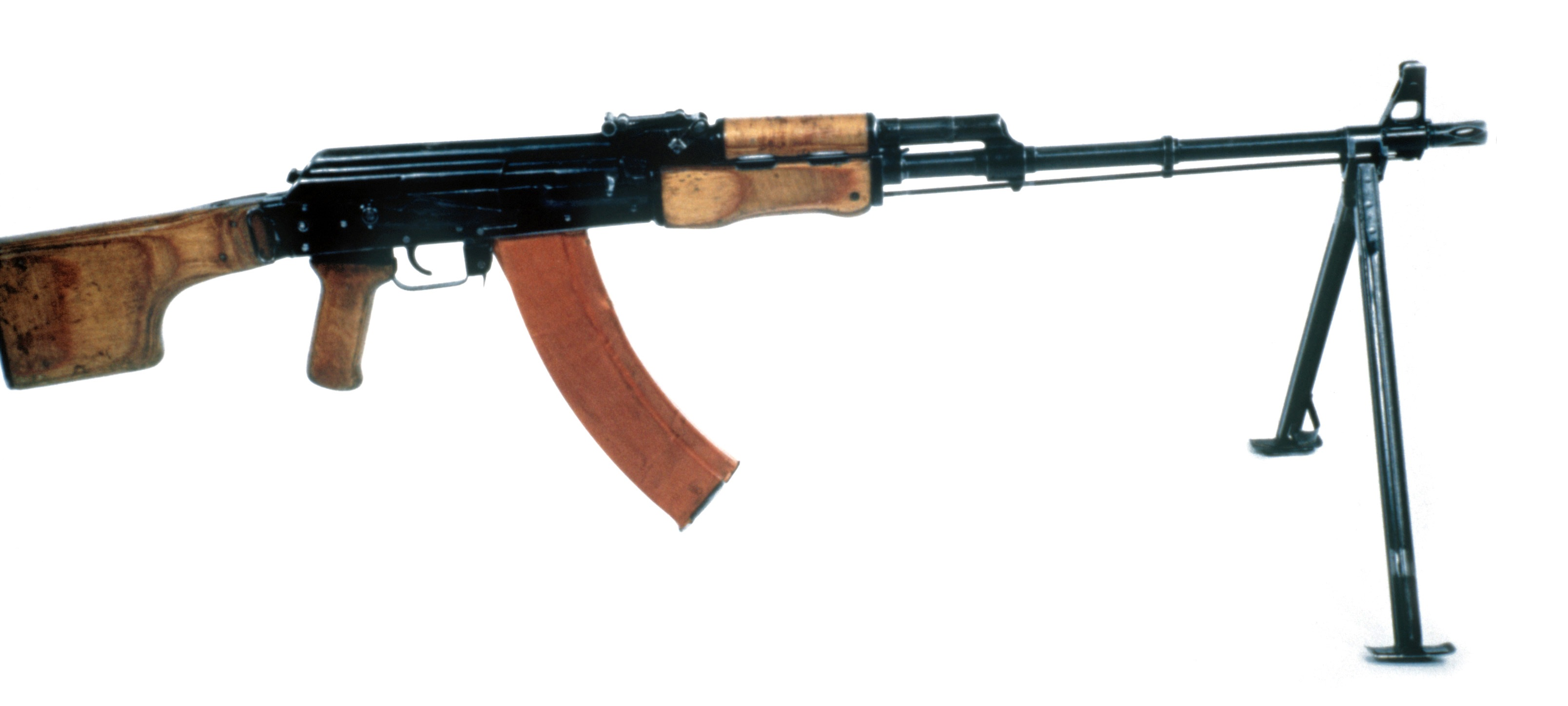
La RPK-74.

Una variante de la RPK es la RPKS (en donde la "S" viene de So skladnym prikladom, con culata plegable en ruso), equipada con una culata de madera plegable y siendo distribuida principalmente a los paracaidistas (en la antigua Unión Soviética, la RPK solamente era distribuida a las unidades de infantería mecanizada). Los cambios en el diseño de la RPKS se centraron principalmente en su cajón de mecanismos, debido a la introducción de la culata plegable. Esta emplea una articulación remachada en ambos lados del cajón de mecanismos que tiene un soquet y un resalte, permitiendo que la culata sea unida a esta mediante un pivote. La articulación tiene una abertura en su lado derecho diseñada para alojar el resalte de la culata y mantenerla fija cuando está plegada. La culata de madera va montada en un casco pivotante, el cual contiene un fijador que asegura a esta cuando es desplegada. La anilla porta-fusil trasera fue cambiada del lado izquierdo de la culata al lado derecho.     
En 1974, entró en servicio la ametralladora ligera RPK-74 junto al fusil AK-74, ambas armas empleando el cartucho 5,45 x 39. Hoy es principalmente empleada por varias de las antiguas repúblicas soviéticas, así como por Bulgaria y Corea del Norte. También es empleada en pequeñas cantidades por las Fuerzas Armadas polacas.  
La RPK-74 es una variante modernizada del fusil AK-74, sus modificaciones siendo idénticas a las del AKM, hechas al mismo tiempo que se desarrollaba la ametralladora ligera RPK. La RPK-74 también tiene un cañón más largo y pesado con ánima cromada. Están fijados a este una nueva base para el punto de mira, una toma de gases con un ángulo de 90° respecto al eje del cañón y un montaje tubular para la baqueta. Además viene equipada con un bípode plegable y un soporte modificado para el punto de mira. La parte externa de la boca del cañón tiene estrías que permiten el montaje de un apagallamas ranurado o de un adaptador para disparar cartuchos de fogueo. El cañón está montado en el soporte delantero del cajón de mecanismos de forma similar al de la RPK, aunque el soporte posterior de la culata fue reforzado y se le agregaron planchas de acero al brocal del cargador para aumentar su resistencia.  
Además, la RPK-74 tiene un mecanismo recuperador modificado en comparación con el del AK-74, que emplea un nuevo tipo de varilla-guía y muelle recuperador. El alza, guardamanos y cubierta del cajón de mecanismos son las mismas empleadas en la RPK. 
La RPK-74 es alimentada mediante cargadores de plástico con capacidad de 45 cartuchos, intercambiables con los cargadores del AK-74, diseñados para poder recargarse con peines.
Sus accesorios estándar incluyen: ocho cargadores, seis peines (de 15 cartuchos cada uno), aparato para recarga rápida de los cargadores, baqueta, equipo de limpieza, correa portafusil, aceitera y dos portacargadores. 
Otra variante de la RPK-74 es la RPKS-74, que está equipada con la culata de madera plegable de la RPKS.  
Las ametralladoras ligeras de la serie RPK también están disponibles en configuraciones para combate nocturno. Estas armas son denominadas  RPKN, RPKSN, RPK-74N y RPKS-74N respectivamente, siendo equipadas con un riel lateral montado en el lado izquierdo del cajón de mecanismos, para poder instalar una mira de visión nocturna  NSP-3, NSPU o NSPUM.
Se desarrolló una variante mejorada conocida como la RPK-74M, que tiene un guardamanos, pistolete y culata plegable de polímero, así como un riel lateral para montar miras ópticas. También ha sido introducida una variante de exportación calibre 5,56 mm, llamada RPK-201. Otra variante de exportación es la RPKM, en calibre 7,62 mm y con las mismas piezas de polímero que la RPK-74M.
Una serie de fusiles semiautomáticos basados en el cajón de mecanismos de la RPK son construidos por la fábrica "Molot" en Rusia, siendo conocidos como Vepr y  Vepr 2. Estos son comercializados para diversos cartuchos, como el .223 Remington, 7,62 x 39 y .308 Winchester. Estos modelos están principalmente dirigidos al mercado civil estadounidense.

## Usuarios

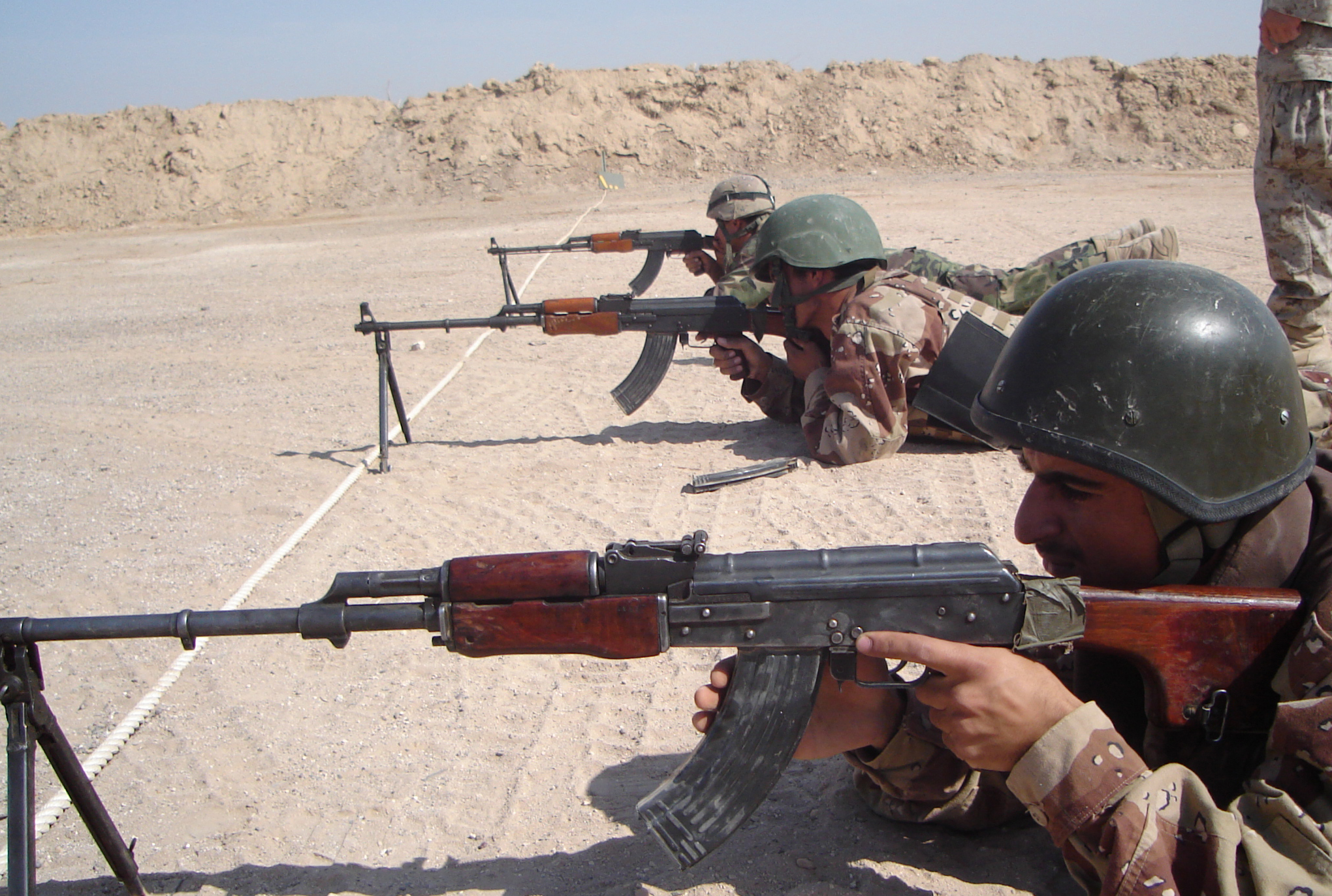
Soldados iraquíes entrenándose con la ametralladora ligera RPK.

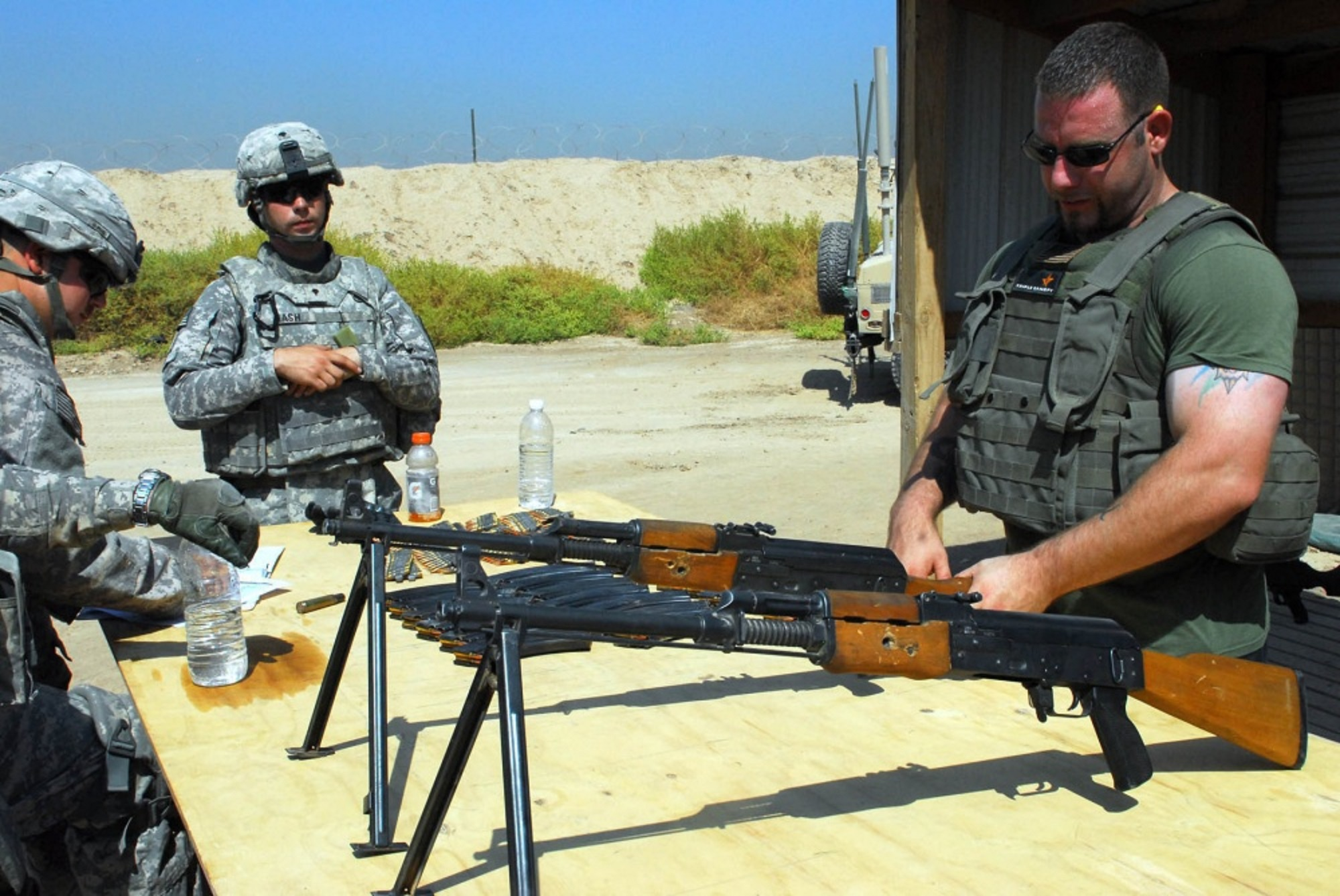
Empleado de Triple Canopy enseñando a disparar con la RPK a dos soldados estadounidenses.

### Actuales
- Afganistán[4]
- Albania[4]
- Bulgaria: Producida por Arsenal como la LMG para tres cartuchos diferentes, 7,62 x 39, 5,45 x 39 y 5,56 x 45 OTAN. La variante con culata plegable es conocida como LMG-F.[5][6][7]
- Burundi[8]
- Cabo Verde[4]
- Chad[4]
- Camboya[9]
- Comoras[4]
- Corea del Norte: emplea la ametralladora ligera Tipo 64.[4]
- Cuba[4]
- Egipto
- Estados Unidos: empleó ametralladoras capturadas en la guerra de Irak.[10]
- Etiopía[4]
- Fiyi: emplea la variante RPK-201.[11]
- Georgia:[4] la RPK-74 todavía es empleada por el Ejército georgiano y las Fuerzas Especiales.[12]
- Guinea-Bisáu[4]
- Guinea Ecuatorial[4]
- Hungría[4]
- Irak:[4] Produjo una versión del AKM con cañón pesado llamada Al-Quds, conocida también como Al-Kuds o al-Guds.[13] Era una combinación de la ametralladora ligera yugoslava M72 y el cajón de mecanismos de la RPK, con aletas de enfriamiento en ambos lados del conjunto del tubo de gases.[14][15]
- Irán:[4] conocida localmente como BB-Kalash.
- Kazajistán: emplea la RPK-74.[16]
- Lesoto[17]
- Libia[4]
- Malasia: el Grup Gerak Khas (GGK) del Ejército de Malasia emplea la RPK-74.[18]
- Mali: Fuerzas Armadas de Malí.[4]
- Malta[4]
- Mozambique[4]
- Namibia[19]
- Nicaragua[4]
- Nigeria[4]
- Polonia[4]
- República Centroafricana[4]
- República del Congo[4]
- Rumania: Construida por la Fabrică de Arme Cugir SA como la Puşcă Mitralieră model 1964 ("Ametralladora Ligera Modelo 1964", en rumano) calibre 7,62 mm[20] y más tarde una versión calibre 5,45 mm basada en el fusil PA md. 86 – la Mitralieră md. 1993 ("Ametralladora modelo 1993", en rumano).[21]
- Rusia: emplea las ametralladoras ligeras RPK[22], RPK-74, RPK-74M y RPK-16.[23]
- Serbia: producida como la Zastava M72.
- Seychelles[4]
- Siria[4]
- Somalia[4]
- Sudán[4]
- Tanzania[4]
- Transnistria[24]
- Ucrania: emplea la RPK-74 y la RPK, al igual que los separatistas[25]
- Uganda[4]
  -  Ejército de Resistencia del Señor[26]
- Uzbekistán[4]
- Vietnam[27]
- Yemen[4]
- Yibuti[4]
- Zimbabue[4]

### Anteriores
- Alemania Oriental: producida como LMGK (Leichtes Maschinengewehr Kalashnikov)[28]
- Unión Soviética
- Yugoslavia: producida como Zastava M72.